# Sarpsborg 08 FF
Sarpsborg 08 FF ist ein Fußballverein aus Sarpsborg in Norwegen. Er spielt in der Eliteserie, der höchsten norwegischen Spielklasse. Der Verein ist ein Zusammenschluss mehrerer Vereine, um den Spitzenfußball in Sarpsborg zu fördern.
Vor der Saison 2008 übernahm Sarpsborg 08 FF den Platz von FK Sparta Sarpsborg in der Adeccoliga. Der Fanclub von Sarpsborg 08 FF heißt Fossefallet.

## Geschichte
Die Entstehung des Fußballvereins Sarpsborg 08 FF geht zurück auf das Jahr 1999, als 16 Vereine in Sarpsborg eine Zusammenarbeit unter dem Arbeitstitel „Klubben 2000“ starteten, um langfristig eine hochklassige Fußballmannschaft in Sarpsborg aufzubauen.
2000 spielte Sarpsborg FK als höchstklassiger Verein in Sarpsborg in der norwegischen dritten Liga (2. Divisjon) und wechselte den Namen in Sarpsborg Fotball. Am Ende der Saison stieg der Verein jedoch ab und zog sich aus der Zusammenarbeit zurück. Ab 2001 wurde dann der Viertligist Navestad IF mit seiner ersten Mannschaft als FF Sarpsborg gefördert. Ein Jahr später wurde der Name in Borg Fotball gewandelt und der Club stieg in die 3. Liga auf. Im Jahr 2003 stieg der FF Sarpsborg am Ende der Saison ab, jedoch zeitgleich der FK Sparta Sarpsborg in die 3. Liga auf. Ab 2004 wurde nun der FK Sparta Sarpsborg gefördert, Borg Fotball spielte als 2. Mannschaft in der 4. Liga. Am Ende der Saison stieg der Sarpsborg FK in die 3. Liga und 2005 in die Adeccoliga (2. Liga) auf. In der Saison 2006 erreichte der FK Sparta Sarpsborg den 10. Tabellenplatz.
2007 stieg der FK Sparta Sarpsborg formal wieder ab, da Raufoss IL jedoch keine Lizenz erhielt, behielt der Verein seinen Platz in der Adeccoliga. Nach Verhandlungen stiegen die A-Mannschaften von FK Sparta Sarpsborg und Sarpsborg FK in die 7. bzw. 5. Liga ab. Dafür erhält der „neue“ Zusammenarbeitsverein SFK Sparta die Zweitliga-Lizenz. Zu Saisonbeginn 2008 wechselte SFK Sparta den Namen zu Sarpsborg Sparta Fotballklub und endete am Ende der Saison auf dem 10. Platz. Das neue Vereinslogo sorgte für heftige Debatten, da es dem des australischen Fußballklubs Sydney FC sehr ähnelte. Der Name wurde 2009 schließlich in Sarpsborg 08 Fotballforening gewechselt. Der Verein erhielt einen 3-Punkte-Abzug für die laufende Saison vom Norwegischen Fußballverband (NFF) aufgrund eines mangelhaften Budgets. Die Saison beendete der Club auf dem 5. Platz der Adeccoliga und war somit für das Relegationsturnier um den letzten Aufstiegsplatz in die Tippeliga qualifiziert. Im Halbfinale schlug Sarpsborg den Lokalrivalen Fredrikstad FK (Relegationsplatz der Tippeliga) mit 2:0 im Fredrikstad-Stadion. Im Finale der Relegation besiegte Sarpsborg 08 FF Kongsvinger IL im Hinspiel mit 3:2, verlor jedoch das Rückspiel im Gjemselund-Stadion mit 1:3 und blieb deshalb eine weitere Saison in der Adeccoliga. Am 7. November 2010 sicherte sich Sarpsborg 08 mit einem 4:0-Sieg gegen Alta den 2. Platz in der Adeccoligaen 2010 und stieg direkt in die Tippeliga auf. Somit ist Sarpsborg 08 die erste Mannschaft aus Sarpsborg in der obersten norwegischen Fußballliga seit 1974. Nach einem erfolgreichen Start in die Saison 2011 gelang der Mannschaft ab der 8. Serienrunde kein Sieg mehr, und Sarpsborg 08 stieg am 27. Spieltag nach der Niederlage gegen Brann Bergen vorzeitig ab. Sarpsborg 08 wurde jedoch von allen Seiten für ihren mutigen Fußball und den aus ökonomischen Gründen fortgeführten Einsatz von Halbprofis gelobt. Am vorletzten Spieltag der Adeccoliga 2012 sicherte sich Sarpsborg 08 FF den 2. Tabellenplatz und den direkten Wiederaufstieg mit einem 3:2-Heimsieg gegen Notodden. Dennoch trennte sich der Verein vom Trainer Roar Johansen. Am 21. November 2012 wurde der ehemalige englische Nationalspieler Brian Deane als neuer Trainer vorgestellt. Die Saison 2013 begann erfolgreich, jedoch fiel man nach einer Serie von Niederlagen auf den letzten Tabellenplatz zurück. Erst am 29. Spieltag erreichte man den Relegationsplatz. Die beiden Relegationsspiele gegen den Aufstiegsaspiranten Ranheim IL wurden gewonnen.
Die folgenden Jahre etablierte sich Sarpsborg 08. In den Saisons 2015 und 2017 konnte sich die Mannschaft für das Finale des Norwegischen Fußballpokals qualifizieren, verlor jedoch beide Spiele. In der Saison 2017 wurde die Mannschaft unter dem Trainer Geir Bakke Dritter der Tippeliga und nahm an der Qualifikation für die UEFA Europa League 2018/19 teil. Hier konnte man auf Anhieb die Gruppenphase erreichen.

## Europapokalbilanz
| Saison  | Wettbewerb         | Runde                  | Gegner            | Gesamt    | Hin     | Rück    |
| ------- | ------------------ | ---------------------- | ----------------- | --------- | ------- | ------- |
| 2018/19 | UEFA Europa League | 1. Qualifikationsrunde | ÍBV Vestmannaeyja | 6:0       | 4:0 (A) | 2:0 (H) |
| 2018/19 | UEFA Europa League | 2. Qualifikationsrunde | FC St. Gallen     | (a)2:2(a) | 1:2 (A) | 1:0 (H) |
| 2018/19 | UEFA Europa League | 3. Qualifikationsrunde | HNK Rijeka        | 2:1       | 1:1 (H) | 1:0 (A) |
| 2018/19 | UEFA Europa League | Play-offs              | Maccabi Tel Aviv  | 4:3       | 3:1 (H) | 1:2 (A) |
| 2018/19 | UEFA Europa League | Gruppenphase           | Beşiktaş Istanbul | 3:6       | 1:3 (A) | 2:3 (H) |
| 2018/19 | UEFA Europa League | Gruppenphase           | KRC Genk          | 3:5       | 3:1 (H) | 0:4 (A) |
| 2018/19 | UEFA Europa League | Gruppenphase           | Malmö FF          | 2:2       | 1:1 (H) | 1:1 (A) |

Gesamtbilanz: 14 Spiele, 6 Siege, 3 Unentschieden, 5 Niederlagen, 22:19 Tore (Tordifferenz +3)

## Aktueller Kader 2024
- Stand: 16. Oktober 2024[1]

| Nr. |             | Position | Name                |
| --- | ----------- | -------- | ------------------- |
| 2   | Niederlande | AB       | Menno Koch          |
| 4   | Norwegen    | AB       | Nikolai Skuseth     |
| 5   | Norwegen    | AB       | Magnar Ødegaard     |
| 6   | Schweden    | MF       | Aimar Sher          |
| 7   | Gambia      | ST       | Alagie Sanyang      |
| 8   | Norwegen    | MF       | Harald Tangen       |
| 10  | Norwegen    | MF       | Stefan Johansen     |
| 11  | Schweden    | ST       | Simon Tibbling      |
| 12  | Senegal     | TW       | Mamour Ndiaye       |
| 13  | Finnland    | TW       | Carljohan Eriksson  |
| 14  | Norwegen    | ST       | Jo Inge Berget      |
| 16  | Danemark    | ST       | Frederik Carstensen |
| 17  | Norwegen    | AB       | Anders Hiim         |
| 18  | Norwegen    | MF       | Håvard Åsheim       |
| 19  | Island      | ST       | Sveinn Guðjohnsen   |

| Nr. |          | Position | Name                     |
| --- | -------- | -------- | ------------------------ |
| 20  | Norwegen | AB       | Peter Reinhardsen        |
| 22  | Norwegen | MF       | Victor Emanuel Halvorsen |
| 23  | Norwegen | ST       | Niklas Sandberg          |
| 25  | Norwegen | MF       | Jesper Gregersen         |
| 26  | Nigeria  | ST       | Daniel Job               |
| 27  | Norwegen | ST       | Sondre Ørjasæter         |
| 29  | Norwegen | ST       | Martin Håheim-Elveseter  |
| 30  | Nigeria  | AB       | Franklin Tebo Uchenna    |
| 31  | Senegal  | MF       | Amidou Diop              |
| 32  | Norwegen | AB       | Erik Wichne              |
| 37  | Polen    | ST       | Pawel Chrupałła          |
| 40  | Norwegen | TW       | Leander Øy               |
| 72  | Norwegen | AB       | Sander Christiansen      |
| 98  | Norwegen | ST       | Rafik Zekhnini           |
| 99  | Norwegen | AB       | Elias Haug               |

## Bekannte Spieler und Trainer
- Steffen Ernemann (2013–2017)

Weitere Spieler und Trainer sind in der Kategorie:Fußballspieler (Sarpsborg 08 FF) zu finden.

## Platzierungen
| Saison | Liga       | Platz | sonstiges |
| ------ | ---------- | ----- | --------- |
| 2008   | Adeccoliga | 10    |           |
| 2009   | Adeccoliga | 5     |           |
| 2010   | Adeccoliga | 2     |           |
| 2011   | Tippeliga  | 16    |           |
| 2012   | Adeccoliga | 2     |           |
| 2013   | Tippeliga  | 14    |           |
| 2014   | Tippeliga  | 8     |           |
| 2015   | Tippeliga  | 11    |           |
| 2016   | Tippeliga  | 6     |           |
| 2017   | Eliteserie | 3     |           |
| 2018   | Eliteserie | 8     |           |
| 2019   | Eliteserie | 12    |           |
| 2020   | Eliteserie | 12    |           |
| 2021   | Eliteserie | 8     |           |
| 2022   | Eliteserie | 8     |           |
| 2023   | Eliteserie | 8     |           |
| 2024   | Eliteserie | 9     |           |
| 2025   | Eliteserie |       |           |

| Spielklasse |
| ----------- |
| 1.          |
| 2.          |
| 3.          |
| 4.          |
| 5.          |
| 6.          |

## Frauenfußball
Sarpsborg 08 übernahm den Platz von Hafslund IF in der 2. Division Abteilung 1 (3. Liga) vor der Saison 2010. In dieser Saison stieg die Mannschaft sogleich in die 1. Division (2. Liga) auf. In der Saison 2011 erreichte die Mannschaft den 5. Tabellenplatz. Die U19-Damen wurden in der Interkretsliga 6. und erreichten das Finale des Norwegischen Fußballpokals in ihrer Altersklasse.
| Saison | Liga        | Platz | sonstiges                 |
| ------ | ----------- | ----- | ------------------------- |
| 2010   | 2. Division | 1     |                           |
| 2011   | 1. Division | 5     |                           |
| 2012   | 1. Division | 3     |                           |
| 2013   | 1. Division | 2     |                           |
| 2014   | 1. Division | 2     |                           |
| 2015   | 1. Division | 12    |                           |
| 2016   | 2. Division | 8     |                           |
| 2017   | 2. Division | 5     |                           |
| 2018   | 2. Division | 8     |                           |
| 2019   | 2. Division | 4     |                           |
| 2020   | 2. Division | –     | die Saison wurde abgesagt |